# Rhizodermis

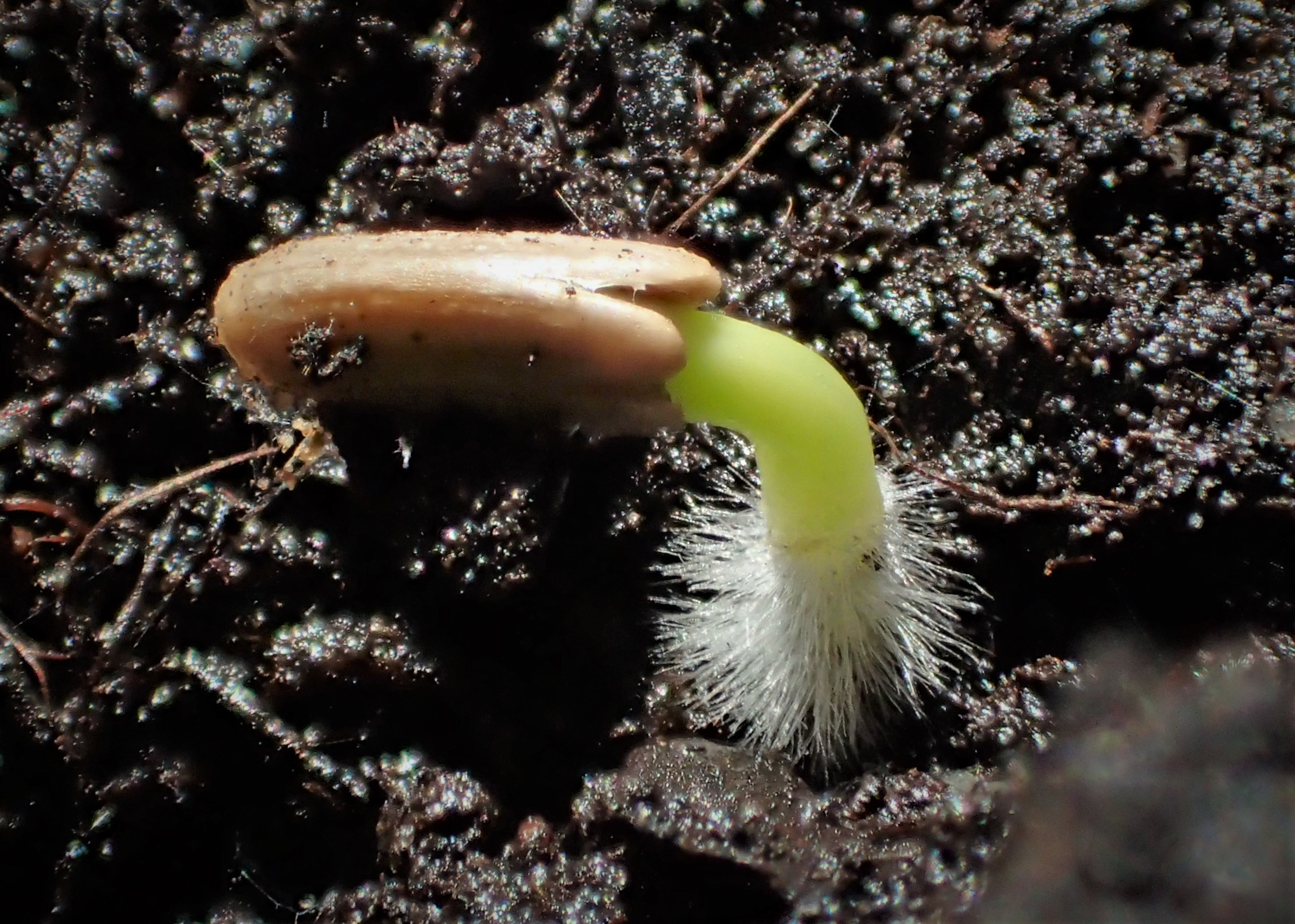
Wurzelhaare an einem Keimling der Nickenden Distel

In der Botanik bezeichnet man mit Rhizodermis ein meist einreihiges Abschlussgewebe einer Pflanzenwurzel. Alternative Namen sind Wurzelhaut, Epiblema oder Wurzelepidermis. Neben der Aufnahme von Wasser und gelösten Mineralien ist die Ausbildung von Wurzelhaaren und damit die deutliche Vergrößerung der aufnahmefähigen Wurzeloberfläche eine wichtige Aufgabe der Rhizodermis.

## Aufbau
Wie auch die Epidermis bei den oberirdisch liegenden Pflanzenorganen Spross und Blatt besteht die Rhizodermis meist aus nur einer Reihe von, im Unterschied zur Epidermis, nichtcutinisierten Zellen. Unterhalb der Rhizodermis schließt sich die Hypodermis an, eine ungefähr gleich dicke Lage von robusten, längerlebigen und teils leicht verkorkten Zellen.

## Wurzelhaare

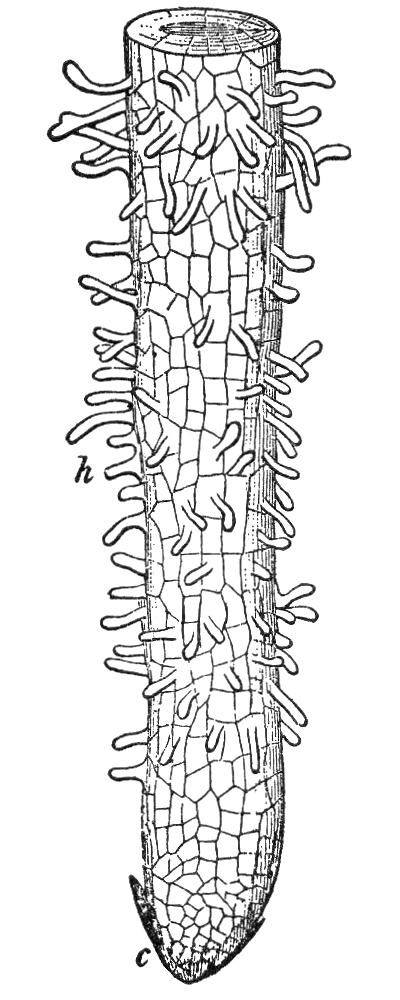
Wurzel mit Wurzelhaaren

Wurzelhaare bestehen aus einer einzelnen Zelle, die sich von der Rhizodermis haarförmig in den Boden erstreckt. Die Anlage erfolgt im Bereich einer Zone hoher Teilungsaktivität, wobei ein Wurzelhaar gewöhnlich aus einer kleinen Ausstülpung (einer Papille) am apikalen Ende der Rhizodermiszellen hervorgeht. Unter apikalem Ende versteht man hier das der Wurzelspitze nächstliegende Ende. Bei vielen Pflanzenarten können sich die Wurzelhaare aus allen Rhizodermiszellen bilden, bei anderen ist die Haarbildung auf bestimmte, darauf spezialisierte Zellen (Trichoblasten) beschränkt, die in einem regelmäßigen Muster an der Rhizodermisoberfläche verteilt sind. Die Anlage und das Wachstum (Streckungswachstum) der Wurzelhaare verlaufen in den einzelnen Wurzelabschnitten synchron. Die ältesten Haare sind die längsten, die der Wurzelspitze nächstliegenden die jüngsten.

### Oberfläche und Wasseraufnahme
Wurzelhaare findet man nur an jungen, wachsenden Wurzeln. Sie sind meist nur einige Tage (drei bis neun Tage) lebensfähig. Sie haben einen Durchmesser von 5 bis 17 Mikrometer und eine Länge von 80 Mikrometer bis 1,5 Millimeter. Aufgrund der Masse an gebildeten Wurzelhaaren, bei einer Roggenpflanze beispielsweise circa 10 Milliarden Wurzelhaare mit 10.000 km Gesamtlänge, kommt es zu einer deutlichen Vergrößerung der resorptionsfähigen Wurzeloberfläche. Da Wurzelhaare ein Spitzenwachstum aufweisen, sind sie der Wurzel bei der besseren Durchdringung des Bodens behilflich. Durch die Wurzelhaare ist eine erhöhte Wasseraufnahme möglich. Die Oberfläche zur Aufnahme von Wasser im Erdreich ist dadurch bei den meisten Pflanzen größer als die Fläche des oberirdischen Sprosses, an der das Wasser über die Blätter abgegeben wird und verdunstet. 
Wurzelhaare stehen in engem Kontakt mit ihrer Umgebung und sind oft direkt mit den Erdpartikeln verwachsen. Beim Umsetzen von Pflanzen werden die Wurzelhaare meist abgebrochen oder beschädigt. Wassermangel ist für die Pflanze in den nächsten Tagen bis zur Ausbildung neuer Wurzelhaare die Folge.

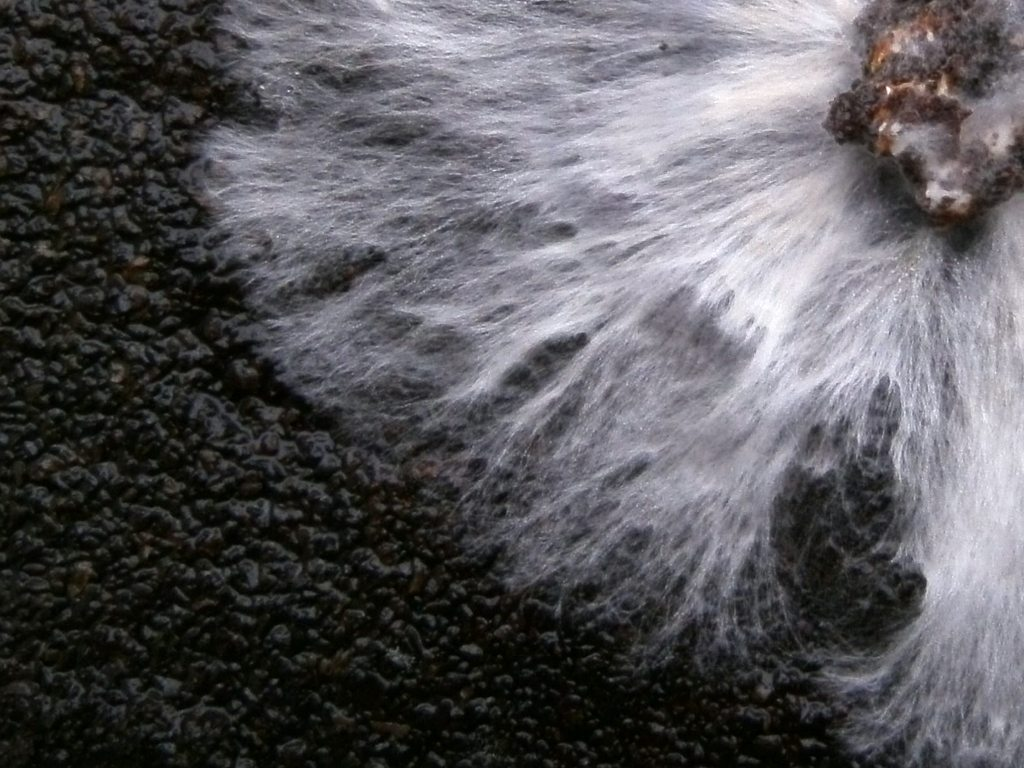
Myzel des Austernpilzes, hier auf Kaffeesatz gezüchtet

Nicht alle Pflanzen besitzen Wurzelhaare, so müssen etwa alle Nacktsamigen Pflanzen ohne diese Wasser absorbierenden Oberflächen auskommen. Die meisten dieser Pflanzen haben jedoch Schutzmechanismen gegen zu große Wasserverdunstung entwickelt, wie etwa die Nadelholzgewächse (Pinophyta), oder werden über Mykorrhiza aus dem Myzelgeflecht von symbiotisch lebenden Pilzen mit Wasser und Nährstoffen versorgt.

### Aufnahme von Nährsalzen
Die Wurzelhaare sind umgeben von einem kohlenhydratehaltigen Schleim, den sie über die Zellwand abgeben und der einen Biofilm von Mikroorganismen ermöglicht. Durch den Schleim wird der Kontakt mit ihrer Umgebung (der Rhizosphäre) intensiviert, die Nährsalze können in dieser Umgebung bereits vorbereitet und dann zur Weiterleitung  aufgenommen werden, Exsudate werden abgegeben und die Kohlenhydrate dienen als Austausch-Nährstoffe für Mykorrhiza. 
Seitenwurzeln werden im Gegensatz zu den Wurzelhaaren nicht von der Wurzelhaut, sondern vom Perizykel des Zentralzylinders aus gebildet. Außerdem wachsen Seitenwurzeln nicht positiv geotrop (in Richtung der Schwerkraft), sondern häufig im rechten Winkel zur Hauptwurzel.